# 马本堃
马本堃（1933年—），男，江苏苏州人，中国凝聚态理论物理学家，曾任北京师范大学教授、博士生导师。